# Jérôme de Bailliencourt
Jérôme de Bailliencourt (1808-1869) est un militaire français du XIXe siècle. Né à Béthune dans le Pas-de-Calais, le comte Jérôme de Bailliencourt effectue une brillante carrière militaire qui le conduit au grade de général de division.

## Biographie
Jérôme Benoit Philogène, comte de Bailliencourt, dit Courcol, nait le 17 octobre 1808 à Béthune dans le département du Pas-de-Calais. Il est le fils de Jérôme Placide Philogène de Bailliencourt, dit Courcol, marchand, et de Félicité Catherine Joseph Brasier. La famille de Bailliencourt dit Courcol est originaire du sud de l'Artois et du Ponthieu. Elle est très anciennement connue dans le Nord de la France. Un membre de la lignée a participé à la bataille de Bouvines, un autre a accompagné le roi Saint Louis (Louis IX). Selon la tradition, le surnom Courcol date du XVe siècle, le duc de Bourgogne, Philippe le Bon aurait félicité Baudouin de Bailliencourt après une bataille livrée à proximité d'Abbeville en lui disant : « Tu es un gentil Courcol », parce qu'il était petit et le cou ramassé. Le nom Bailliencourt serait une déformation de Baillescourt, lieu-dit sur la commune actuelle de Puisieux.
Figure en tant que témoin à la déclaration de la naissance de Jérôme, son oncle Louis Archange Benoit de Bailliencourt, capitaine au 8e régiment de cuirassiers, chevalier de la Légion d'honneur. Son grand-père paternel Jérôme Guislain Joseph de Bailliencourt, dit Courcol, est en 1806, président du canton de Béthune et membre du Conseil général du Pas-de-Calais.
Jérôme de Bailliencourt entre à l'École spéciale militaire de Saint-Cyr, 9e promotion, le 19 novembre 1826 à l'âge de 18 ans,. Il y est le camarade de promotion de Patrice de Mac Mahon et de François Certain de Canrobert. Il en sort diplômé et commence sa carrière militaire.
Il peut être le Jérôme de Bailliencourt, qui est un des bénéficiaires en 1841 des concessions de mine de houille à Escautpont et Thivencelle, laquelle  deviendra la Compagnie des mines de Thivencelle.
Il épouse le 9 mars 1853, à Crottet Athénaïs du Guas, laquelle meurt en couches, quelques jours avant le nouveau-né, à Civitavecchia en Italie le 4 décembre 1853, puis se marie le 30 avril 1860 à Lyon avec Jeanne Compagnon de La Servette, fille d'un ancien garde de Louis XVIII. Il a eu du second mariage une fille, Jeanne Louise, née le 7 février 1861 à Lyon, qui va s'allier le 27 janvier 1881 à Paris 7e avec le vicomte Guillaume de Kergariou, chevalier de la Légion d'honneur, maire de La Gouesnière, décoré pendant la guerre de 1870, fils d'Henri de Kergariou. On attribue également à Jérôme de Bailliencourt un fils Robert dont on sait seulement qu'il est né à Lyon.
Jérôme de Bailliencourt dit Courcol, meurt à Grenoble le 30 novembre 1869, en service, à l'âge de 61 ans,.

## Carrière militaire
Jérôme de Bailliencourt est lieutenant le 30 juin 1832 et passe capitaine le 28 janvier 1836.
En 1840, Jérôme de Bailliencourt, capitaine au 17e régiment de ligne, assure la garde du fort de Ham. Le château devenu prison détient alors un illustre prisonnier, Louis-Napoléon Bonaparte, futur Napoléon III, y incarcéré après la tentative de coup d'État à Boulogne-sur-Mer. Le capitaine de Bailliencourt se lie avec son prisonnier, lequel bénéficie de conditions de détention peu autoritaires. Jérôme connait l'ouvrier, selon les versions, peintre ou maçon, dénommé Padinguet ou Badinguet, auquel Louis Napoléon Bonaparte emprunte les vêtements pour s'évader en 1846.
Cet évènement ne semble pas avoir pénalisé la carrière de l'officier, passé chef d'escadron dans le même régiment le 16 février 1845.
Pendant les évènements des Journées de Juin 1848, le chef d'escadron montre du courage dans l'application des ordres reçus pour la défense de la jeune République : il enlève successivement dix-huit barricades dans le quartier de la rue Mouffetard et du quartier Saint-Jacques
Ces faits d'armes lui valent la nomination au grade de lieutenant-colonel le 15 juillet 1848. Il est affecté au 40e régiment de ligne.
Le 26 octobre 1851, il fait partie du corps militaire, formé du 40e de ligne et du 14e régiment d'infanterie légère, envoyé à Rome par Napoléon III pour soutenir le pape Pie IX en butte à l'hostilité des révolutionnaires italiens (Giuseppe Mazzini, Giuseppe Garibaldi ), désireux d'instaurer l'unité italienne. Le 7 janvier 1852, il est promu colonel et le 24 décembre 1858 général de brigade.
Edmond About a rencontré Jérôme de Bailliencourt, alors colonel au 40e de ligne, en Italie, et il en dit le plus grand bien « un des hommes les plus aimables, les plus ronds, les plus ouverts que j'aie rencontrés en aucun pays ». L'écrivain raconte que Jerôme de Bailliencourt a demandé et obtenu un congé d'un mois pour revoir sa famille après plusieurs années d'absence, mais qu'il a rejoint son poste avant l'expiration de son congé car la vie militaire lui manquait trop.
Il rentre en France le 15 janvier 1859. Il est nommé à Valence à la tête de la 1re brigade de la 2e division de l'armée de Lyon. Il ne participe pas à la guerre d'Italie : il n'est appelé en Italie que le 2 juillet 1859 et arrive à Milan pour assister à la conclusion de l'armistice de Villafranca.
Le général de Bailliencourt est nommé au commandement militaire supérieur de Turin, et il est chargé d'organiser le retour des troupes françaises. Il quitte l'Italie parmi les derniers le 19 août 1859.
En 1867, Jérôme de Bailliencourt est désigné pour commander la 2e brigade de la garde impériale et en 1869, il est élevé au grade de général de division.
Il reçoit une nouvelle affectation à la tête de la division militaire de Grenoble. Il meurt dans cette ville quelques mois plus tard en cette même année 1869.

## Écrits
Jérôme de Bailliencourt a laissé des souvenirs de ses deux séjours en Italie sous le titre Italie 1852-1862, feuillets militaires. Ils ont été publiés en 1894. Il y décrit sans plan ni but précis, ce qu'il entend, ce qu'il voit. Le livre et son auteur ont fait l'objet d'un long article élogieux dans le journal L'Univers du 16 juin 1894.

## Distinctions
Le pape Pie IX lui a octroyé le grand cordon de l'ordre de Saint Grégoire-le-Grand.
Jérôme de Bailliencourt a été élevé au rang de commandeur de la Légion d'honneur en 1860 (chevalier le 2 décembre 1850, officier le 17 janvier 1857).
Il a également été nommé comte du Saint-Empire.
Il est fait chevalier de l'ordre souverain de Malte en 1859.

## Armes - Devise
La famille de Bailliencourt a pour armes : De gueules à l'émanché de quatre pièces d'argent mouvant de dextre (Landas) au franc-quartier, senestre fascé d'or et d'azur de huit pièces (Habarcq).
Devise : « Fut par vertu Courcol Fulmina et Astra ».